# 李元簇
李 元簇（り げんぞく、1923年〈民国12年〉9月24日 - 2017年〈民国106年〉3月8日）は、中華民国（台湾）の政治家。中央政治学校法政学科を卒業後、西ドイツのボン大学に留学し法学博士号を取得する。閣僚を経て李登輝総統政権下で6年間、副総統を務めた。控えめな言動から「声なき副総統」と呼ばれた。